# 教育基本法
教育基本法（きょういくきほんほう、平成18年12月22日法律第120号）は、教育についての原則を定めた日本の法律である。

## 主務官庁
- 文部科学省総合教育政策局政策課[1]

## 概要
教育基本法は、その名のとおり、日本の教育に関する根本的・基礎的な法律である。教育に関するさまざまな法令の運用や解釈の基準となる性格を持つことから「教育憲法」と呼ばれる場合もある
2006年（平成18年）12月22日に公布・施行された現行の教育基本法は、1947年（昭和22年）公布・施行の教育基本法（昭和22年法律第25号）（以後旧法という）の全部を改正したものである。
前文では、「たゆまぬ努力によって築いてきた民主的で文化的な国家を更に発展させるとともに、世界の平和と人類の福祉の向上に貢献することを願う」とした上で、この理想を実現するために教育を推進するとしている。
本則は18カ条ある。第1章から第4章までに分けられており、それぞれ「教育の目的及び理念」「教育の実施に関する基本」「教育行政」「法令の制定」について規定されている。

### 旧法の概要
旧法は1947年（昭和22年）3月31日に公布・施行された。
帝国議会における審議過程において、時の文部大臣・高橋誠一郎が、（旧）教育基本法案は教育勅語とは矛盾しない旨の答弁をしているなど異論もあるものの、教育基本法（旧法）は戦後の急激な教育改革の下で基本文書とされたこともあり、1890年（明治23年）10月30日に発布された教育勅語に代わるものと位置づけられることが多い。教育基本法と教育勅語との関係については、1948年（昭和23年）6月19日の「教育勅語等排除に関する決議」と「教育勅語等の失効確認に関する決議」より確定されたものと言える。旧法の前文では、約1ヵ月後に施行される日本国憲法との関連が強く意識されており、日本国憲法に示された理想の実現が基本的に教育の力によると記載されている。
本則は全部で11カ条からなる。現行法とは異なり、章分けはない。大きくは、内実を定めた第1条から第10条と、他の法令との関係を定めた第11条（補則）に分けられている。

## 教育基本法の構成
- 前文
- 第一章　教育基本法の目的及び理念
  - 第1条　教育の目的
  - 第2条　教育の目標
  - 第3条　生涯学習の理念
  - 第4条　教育の機会均等
- 第二章　教育の実施に関する基本
  - 第5条　義務教育
  - 第6条　学校教育
  - 第7条　大学
  - 第8条　私立学校
  - 第9条　教員
  - 第10条　家庭教育
  - 第11条　幼児期の教育
  - 第12条　社会教育
  - 第13条　学校、家庭および地域住民等の連携協力
  - 第14条　政治教育
  - 第15条　宗教教育
- 第三章　教育行政
  - 第16条　教育行政
  - 第17条　教育振興基本計画
- 第四章　法令の制定
  - 第18条
- 附則

### 旧法の構成
- 上諭
- 前文
- 第1条 教育の目的
- 第2条 教育の方針
- 第3条 教育の機会均等
- 第4条 義務教育
- 第5条 男女共学
- 第6条 学校教育
- 第7条 社会教育
- 第8条 政治教育
- 第9条 宗教教育
- 第10条 教育行政
- 第11条 補則
- 附則

## 各規定

### 生涯学習の理念(第3条)
現行法のもとで新たに規定された。

### 教育の機会均等(第4条)
現行法のもとで、障害者に対する教育の機会均等について新たに規定された。

### 教育の実施に関する基本(第2章)
義務教育(第5条)
日本国憲法第26条第2項を受けて義務教育に関する規定を置いている。義務教育の目的について、各個人の有する能力を伸ばしつつ社会において自立的に生きる基礎を培い、また、国家及び社会の形成者として必要とされる基本的な資質を養うことを目的として行われるものとするとしている。
学校教育(第6条)
教育を行う主たる機関として学校の法的性格、および学校の基礎を強固にし、学校の性格にふさわしい活動が行われるための設置者の資格について明示したものである。
大学(第7条)
現行法で新設
私立学校(第8条)
現行法で新設
日本国憲法第26条の基本権としての私学教育を受ける権利と、それに対応した国・地方自治体の私学教育振興義務
教員(第9条)
家庭教育(第10条)
現行法で新設。
2項で国および地方公共団体の責務として、家庭教育を支援するために必要な施策を講ずるよう努めなければならない、としている。
幼児教育(第11条)
現行法で新設
社会教育(第12条)
1項で、社会において行われる教育は、国および地方公共団体によって奨励されなければならないとし、2項で図書館、博物館、公民館その他の社会教育施設の設置、学校の施設の利用、学習の機会および情報の提供などで社会教育の振興に努めなければならない、としている。

学校、家庭および地域住民等の相互の連携協力(第13条)
現行法で新設。
政治教育(第14条)
2項で法律に定める学校が特定の政党を支持するための教育を行ってはならないと、学校の政治的中立性を定める。
宗教教育(第15条)
2項で国公立学校で特定の宗教のための宗教教育を行ってはならないと、国公立学校の宗教的中立性を規定する。

### 教育行政(第3章)
教育行政(第16条)
2項以下で国と地方公共団体の責務について定める。
教育振興基本計画(第17条)
政府は、教育の振興に関する施策の総合的かつ計画的な推進を図るため、教育の振興に関する施策についての基本的な方針および講ずべき施策その他必要な事項について、基本的な計画を定めることとし、2項で地方公共団体も教育に関する基本的計画を定めるよう努めるものとしている。

### 現行法と旧法の違い
出典：
- 道徳教育
  - 現行法では、前文に「公共の精神」を尊ぶことが掲げられ、第2条において「教育の目標」として「豊かな情操と道徳心を培う」ことなど、育成されるべき国民の姿が示されている。
  - 旧法においては道徳教育に関する規定はなく、道徳教育については文部科学省の告示である学習指導要領に提示されていた。
- 愛国心について、
  - 現行法では、教育の目標の一つとして第2条5で「伝統と文化を尊重し、それらをはぐくんできた我が国と郷土を愛するとともに、他国を尊重し、国際社会の平和と発展に寄与する態度を養うこと」があげられる形で触れられている。
  - 旧法においては「愛国（心）教育」に関しては触れられていなかった。
- 普通教育の年限
  - 現行法では具体的に記載されず、第5条で「別に法律に定めるところにより」とされている。
  - 旧法の第4条では「九年の普通教育を受けさせる義務」があるとされていた。
- 教員の養成と研修について
  - 現行法第9条では、教員について「養成と研修の充実が図られなければならない」ことが規定されている。
  - 旧法においては教員の養成や研修に関しては触れられていなかった。
- 教育行政
  - 現行法第16条では、教育が法律に基づいて行われるべきと明示されている。
  - 旧法第10条においては「国民全体に対し直接に責任を負って行われるべきもの」とされていた。
- 現行法では、生涯学習の理念、大学、私立学校、家庭教育、幼児期の教育、学校、家庭及び地域住民等の相互の連帯協力、教育振興計画が追加されたが、旧法にあった男女共学についての記述は削除された。

### 旧法の各規定
旧法の各規定を解説する。
教育の目的・方針（前文、第1条、第2条）
前文、第1条、第2条には、教育そのもののあり方について触れられている。前文では、日本国憲法の精神に則り教育基本法が制定されたこと、第1条では教育の目的は人格の完成をめざすこと、第2条ではあらゆる機会あらゆる場所で教育の目的を達成することを述べている。教育勅語の代わる働きがあるとされたのは主にこの部分である。短い条文の中に、「平和」という文言が3度繰り返されていることも旧法の特徴と言える。
教育の機会均等（第3条）
日本国憲法第14条の平等規定を受けて、教育上の差別を禁止している。なお、連合国軍最高司令官総司令部 (GHQ)からの示唆を受けて、経済的差別をも禁じており、奨学金制度の根拠となる規定を定めている。
義務教育（第4条）
日本国憲法第26条の細目を定める形で、義務教育の年数を9年と規定し、義務教育の無償の具体化として、義務教育諸学校では授業料を徴収しないことを定めている。第2次世界大戦前は、義務教育年限が6年から8年に延ばす旨の法令（国民学校令）が制定されたが施行が延期され、実質的には教育基本法のこの規定によって、期間が延長されることになった。
男女共学（第5条）
学校における男女共学について規定し、これにより、男女別学の多くの学校が共学に移行した。当初は、女子教育の振興という規定を構想していたが、連合国軍最高司令官総司令部 (GHQ) の強い示唆により、男女共学規定になった。
学校教育（第6条）
学校が公の性質を持つことを規定し、学校の設置者を国、地方公共団体、法律に定める法人に限定した。ここに設置者とは、設置権の帰属主体を言い、同時に設置能力の保持者でもある。また教員についても国公私立を問わず「全体の奉仕者」と規定し、その身分の適正化を促している。この規定を受けて、学校教育法及び教育公務員特例法などが制定された。
社会教育（第7条）
社会教育の推進を規定し、例示として図書館、博物館、公民館等の設置をあげている。この規定を受けて、社会教育法が制定された。
政治教育（第8条）
良識たる公民として必要な政治的教養の尊重を定めるとともに、学校における政治活動を一切禁止している。
宗教教育（第9条）
宗教に対しての寛容と社会生活における地位の尊重を規定し、国と地方公共団体が設置する学校における宗派教育を認めないと規定している（私立の教育機関では、宗教教育が禁止されていない）。
教育行政（第10条）
教育が不当な支配に服することなく国民全体に直接責任をもって行われることを規定し、教育行政の目標は、教育に必要な諸条件の整備確立とされている。なお、ここでいわれる教育の直接責任制は、公選制教育委員会制度を想定したものであるといわれる。
補則（第11条）
教育基本法を実施するため適切な法令が実施されなければならないことを規定している。この規定を根拠に、後に制定された教育関係法令は、教育基本法に照らして解釈されることが基本とされる。

## 沿革

### 旧法制定の経緯
連合国軍最高司令官総司令部（GHQ/SCAP）の占領統治の下、日本国憲法制定後の第92回帝国議会によって、学校教育法などとともに制定された。
最初、大日本帝国憲法改正議論の中で、新憲法に教育規定を盛り込むべきとの意見が出されたが、当時文部大臣であった田中耕太郎により憲法とは別に法律で定めることが提案された。その後内閣総理大臣の管轄下に教育刷新委員会がおかれ旧法の内容が審議された。1947年3月12日に帝国議会へ法案を提出、同月26日には原案通り貴族院に可決、成立した。

#### 政府与党および中央教育審議会における改正論議
自民党は1997年（平成9年）、党教育改革推進会議において教育基本法見直しを含めた提言をまとめたが、教育の根幹にかかわる問題と判断し、具体的な改正論議は先送りした。
1999年（平成11年）に教育改革実施本部（本部長＝森山真弓）が河村建夫衆議院議員をトップとするチームを始動させ、改正議論を本格化させた。小渕恵三-森喜朗内閣総理大臣（当時）の諮問機関であった教育改革国民会議の議論を踏まえて、2001年（平成13年）11月、遠山文部科学大臣は教育基本法改正を中央教育審議会に諮問した。2003年（平成15年）3月20日、中央教育審議会が教育基本法の改正を遠山敦子・文部科学大臣（当時）に答申した。
答申によれば、教育の現状と課題と21世紀の教育の目標を踏まえて、旧法を貫く理念は今後とも大切にしていくこととともに、21世紀を切り拓く心豊かでたくましい日本人の育成を目指す観点から今日極めて重要と考えられる以下のような教育の理念や原則を明確にするために改正が必要であるとした。
1. 信頼される学校教育の確立
2. 「知」の世紀をリードする大学改革の推進
3. 家庭の教育力の回復，学校・家庭・地域社会の連携・協力の推進
4. 「公共」に主体的に参画する意識や態度の涵養
5. 日本の伝統・文化の尊重，郷土や国を愛する心と国際社会の一員としての意識の涵養
6. 生涯学習社会の実現
7. 教育振興基本計画の策定

自民党と公明党は改正案作成まで約3年間、70回協議を重ねた。教育研究者の多くが「教育内容への国家介入を防ぐための条項」と位置付ける旧法第16条第1項の「教育は、不当な支配に服することなく」の文言について、自民党は削除を要求した。公明党は要求を拒み、この文言は残された。自民党は「愛国心」の言葉を入れることを主張したが、「国と郷土を愛する態度を養う」との表現にとどまった。また自民党は「宗教的情操を高める」との言葉を入れることも主張したが、これも通らなかった。公明党文部科学部会長を務めた参議院議員の山下栄一は「時の政権といえども教育に介入しないよう『不当な支配に服さない』との表現を残すことにこだわった。『国』と『愛』との間に『郷土』を入れて『愛国』と続かないようにし、心を縛られないよう『態度』でなければだめだと譲らなかった」とのちのインタビューで述べている。
2006年（平成18年）4月、自民・公明両党の教育基本法改正に関する与党検討会は、愛国心の直接的な表現を避け、「伝統と文化を尊重し、それらをはぐくんできた我が国と郷土を愛するとともに、他国を尊重し、国際社会の平和と発展に寄与する態度を養うこと」とすることで合意した。政府は同月28日、改正案を国会に提出した。
教育基本法の改正案が国会に提出されるのは、旧法施行後初めてのことであった。なお、国会答弁で安倍晋三首相は、愛国心に関する評価について、「心は評価することはできない」としながらも、「日本の伝統と文化を学ぶ姿勢や態度は評価の対象にする」との認識を示している。改正案に反対する者からは、首相の発言について「一方的な価値観の押し付けはおかしい」「愛国心の強制につながり、内心の自由を侵害する」とする意見があった。
2006年（平成18年）11月16日の第165回臨時国会・衆議院本会議において、政府提出の改正案について野党欠席のまま与党単独で採決が行われ、可決され、12月22日に公布・施行された。

#### 民主党提出の「日本国教育基本法」案
野党第一党の民主党提出の「日本国教育基本法」案では、旧法を廃止することとしていた。
愛国心教育については前文に「日本を愛する心を涵養し」と表現し、教育委員会制度は廃止した上で「教育オンブズパーソン制度」の設置を提言した。愛国心の明記を求めてきた人々は、よりはっきりと愛国心について法案に記載しているとして民主党案を評価する意見もあった。
さらに、「学ぶ権利の保障」や高等教育の漸進的無償化の推進、教育予算の確保等を盛り込んでいる点が政府与党案と異なるとされる。2006年（平成18年）11月17日、民主党は、参議院において同法案のほか、「地方教育行政の適正な運営の確保に関する法律（案）」と「学校教育の環境の整備による教育の振興に関する法律（案）」の関連2法案を提出した。

#### タウンミーティングでの「やらせ質問」
青森県で行われた、教育基本法改正も含む教育改革に関する政府のタウンミーティングで、改正賛成の質問をするよう参加者に依頼し、その方針に沿って発言者も指名されていた問題。
2006年（平成18年）11月7日に内閣府はこの問題に関して関与を認め謝罪し、安倍首相をはじめ閣僚が給料を自主返納するなどの処分を行った。与党が教育基本法改正自体には問題がないとして衆院では単独採決を行ったことに対し、野党はこの問題を「やらせではないのか」と批判した。

### 現行法制定の経緯
2006年（平成18年）4月28日、政府は改正案を閣議決定し、第164回通常国会に提出した。これを受けて文部科学省は、同年5月2日、「教育基本法改正推進本部」（本部長・小坂憲次文科相）を設置すると発表し、初会合を8日に開催した。同本部には、プロジェクトチームも設置し、国会審議に関する調整のほか、国民に対する改正案の説明、教育振興基本計画の策定などに関する取り組みを進めていた。一方、民主党は、旧法の廃止によって新たに「日本国教育基本法」を制定することをめざし、同年5月23日に法案を国会に提出した。
同年12月15日、現行法は、第1次安倍内閣（自公連立政権）の下、参議院の本会議で成立した。これにより、旧法は施行以来59年の初めての改正で全部改正されることとなった。採決では、政権与党の自民党、公明党が賛成し、民主党、日本共産党、社民党、国民新党などが反対した。

### 現行法施行後の状況
現行法成立に反対した者は、現行法を「改悪教育基本法」と呼称する場合がある。その中には改正が憲法改正への布石として行われたとの主張から問題視する者もいる。
一方で、日本の教育の正常化に向けた一歩として教育基本法改正を評価する者もいる。
2007年（平成19年）1月25日に召集された第166回通常国会においては、改正された教育基本法の理念に沿って「教育三法」の改正案が政府提出され、成立した。
- 義務教育の目標等を定める学校教育法等の改正 - 副校長などの新しい職の設置は2008年4月1日、それ以外は公布の日から6月以内で政令で定める日に施行
- 免許更新制度を定める教員免許法および教育公務員特例法改正 - 教員免許更新制の導入は2009年4月1日、それ以外は2008年4月1日施行
- 国の教育委員会に対する是正命令などの規定を設けた地方教育行政組織法改正 - 2008年4月1日施行

## 旧法の改正論に対する賛否
旧法は、制定直後から何度も改正論及びそれに対する反対論が起こった。「愛国心」や「伝統の尊重」といった考え方が欠けているとする賛成派と、「復古的なナショナリズムや国家への奉仕の強要につながりかねない。」とする反対派の対立が繰り返されてきた。

### 主な論点
- 旧法は、約60年前というリベラリズムの全盛期に制定された法律であり、その後のリベラル－コミュニタリアン論争の成果を反映していない。したがって、保守主義はもちろん、コミュニタリアニズム（共同体主義）やリパブリカニズム（共和主義）といった、中間的な新しい思想の立場からも批判され得る点を含んでいる。
- 「能力に応じて」「ひとしく」教育を受けるといった場合、前者に重点を置くか、後者を強調するかで、解釈が分かれている。教育の自由と平等をめぐる議論は、今日のスピーディな改革の流れにより、いっそう複雑化し、両者の緊張関係は増すばかりであるとされる。また、義務教育における無償は授業料・教科書代の無償に限られているが、給食費、通学費などは含まれないのかという問題もある。
- 政治的中立の確保に関しては、何をもって党派的な政治教育と判断するのかという議論がある。また、旧法第10条をめぐっては、「教育行政は、（略）教育の目的を遂行するに必要な諸条件の整備確立を目標として行われなければならない」と第2項にあることから、国の関与は教育の内容などの内的事項は含まず、外的事項に限るという見解と、内的事項への関与も含まれるという見解に分かれている。
- そもそも、教育の目的や役割を法で規定することが果たして妥当なのかという観点から、旧法を批判的に検証する動きもある。こうした動きには、例えば、第1条の「人格の完成」が何を意味するのか不明であることを問題視する意見も含まれている。

### 賛成意見
- 旧法施行後、保守的な人々の中には、教育勅語において、現在の「道徳」に相当する「修身」という科目があり、「親への孝行」「忠君愛国（大君たる天皇に忠節を尽くし、神国日本を愛する）」などの道徳的な項目があったことと比較しており、旧法の改正を求めていた。
- 日本会議会長であった三好達は「今の日本人のままでは適正な憲法改正はできない。まず教育基本法を改正し、国民意識を立て直した上で憲法改正に臨むべきだ」（『正論』2007年11月号）と述べた[14]。

### 反対意見
- 旧法第一条には「教育の目的　平和な国家及び社会の形成者として真理と正義を愛し個人の価値をたつとび、勤労と責任を重んじ、自主精神に充ちた心身ともに健康な国民の育成を期して行わなければならない」とある。これは個人の価値すなわち多様性を尊重して自主精神に充ちた心身ともに健康な人間を育てることである。旧法は憲法の基本的な人権の趣旨を社会に実現するための簡潔な良い表現であり普遍的な価値をもつものである。政府案は人格の形成を目指し、国家及び社会の形成者としての必要な資質を備えた・・とある。これは国家及び社会という概念が後述の第二条教育の目標で我が国と郷土を愛するという表現（公明党案を受け入れたもので国を愛する心と自民党案はあった）で示すように我が国のあり方と深く係わってくる内容を含みこれまでの教育行政の経過から考慮しても旧法は非常にその時々の政権にとって自由度のある基本的法律でありあえて改定する根拠はないと思われる。
- 現行法第二条は「教育の方針は政府案では一条の教育の目的にそった教育の目標」とされ具体的な項目が挙げられている。国家の方針にそった教育がなされるのは、その時々の政権により教育が大きな影響を受けることになり教育の独立性を損なうものである。
- 先の大戦の反省に基づいて世界の規範となる日本人の育成に何ら旧法が問題になることはないと思われる。

リベラル派の教育学者などからは、次のような意見もある。
- 「国を愛する心」「伝統の尊重」「新しい「公共」」などが盛り込まれた上、さまざまな内容が「理念」や「徳目」の形式で挿入されている。答申は、現行の教育基本法の「真理と正義」「個人の価値」「勤労と責任」「自主的精神」と称しているが、その用例に従うと、改定された教育基本法は少なくとも20、多ければ30もの「徳目」を列挙したことになる。また、「新しい時代」に対応することが改定の主たる根拠になっているが、答申の内容と概念は、いずれも「復古主義」を特徴としているのではないか。「個性の尊重」「平和主義」「民主主義」の原理で基礎付けられた旧法は、この改定によって「国家戦略の基本法」へと転換してしまいかねない。
- 答申の内容が目指す道徳教育は、すでに1958年の「道徳」特設以来、学習指導要領によって企図されてきた。いわば、改定の既成事実化である（たとえば、日の丸・君が代の問題について言えば、国旗国歌法が成立する以前から指導は行われていた）。この実態をどう見るのかについて研究者の間で検証がなされている。たとえば、こうした指摘が事実であれば、答申の目標とする人材の育成が旧法でも可能なら改定する必要はないし、また、こうした既成事実化こそが旧法を空洞化させ、教育の危機を深刻にしたのではないか。
- こうした改定の流れは現在の教育をめぐる状況を改善することには繋がらないのではないか。それどころか、今以上に、国や自分の身近な地域、社会、学校に対する無関心と不信感を招き、子どもや若者が「居場所」を失う可能性がある。折出健二（教育方法論 愛知教育大学教授）は、学会報告の中で次のように述べている。
「はじめに「日本人の育成」ありきでは、子どもたちが閉塞感をいっそう強め、答申が言う「公共」は彼らには巨大な権力としてのイメージと映っても、自分たちの生きられる（居場所）あるいは公共空間とはならないであろう。
こうした関係性の基本問題の広範な立て直しを見過ごして、「改正」を行い、法的拘束性を持たせるのは、子どもの自立への願いに逆行するものといわざるを得ない。
- 教育振興基本計画と教育基本法の関係性についての問題。中田康彦（教育法学 一橋大学助教授）は、「教育振興基本計画を策定する必要性と教育基本法内に根拠規定をおく必要性は別である」との主張を学会報告で展開した。しかし、この主張に対して出席者から異論として、「明確な根拠がないのに計画を策定することのほうが却って教育基本法の空洞化を招く」という指摘だった。中田は、「教育振興基本計画基本法のようなものを制定することで防げる」と述べたが、「教育基本法との整合性が問題となる」との反対の声が挙がった。
- 現行法の成立に反対の立場からも、旧法を一字一句見直そうともしない-というのは、ナンセンスであるし、そのことが旧法をめぐる議論が盛り上がらない一因にもなりかねないとする指摘もあり、よりリベラルで反国家主義的な方向から旧法を見直すべきだと言う意見もあった。一方、文部省・文部科学省のもとで旧法の理念が本当に実現されたことは一度もなかったという主張から、旧法の内容の実現が先決という意見もあった。

## 関連書籍
- 『なぜいま教育基本法改正か-子供たちの未来を救うために』（2004年6月、「日本の教育改革」有識者懇談会、PHP研究所 ISBN 978-4-56-963457-9）
- 『なぜ変える？教育基本法』（2006年10月、辻井喬・大江健三郎他編、岩波書店 ISBN 978-4-00-024158-8）

### 関連文献・記事
- CiNii>教育基本法